# Aebsence
Az Aebsence progresszív metal zenekar 1995-ben Gödöllőn alakult.
A csapatot Perneczky András (gitár), Liwa László (basszusgitár) és Máthé Attila (dob) alapította. A kezdetben instrumentális rockzenét játszó hármashoz 1997 nyarán csatlakozott Budai Péter énekes. Ez a formáció 1999-ben rögzítette első demófelvételét Old címmel. Már itt körvonalazódott az Aebsence egyedi stílusa, melyben a többnyire angol nyelvű szövegekbe magyar, népies ihletésű dallamokat és szövegbetéteket kevertek. A következő évben megnyerték a Keleti-Ász országos rock tehetségkutatót és szerepeltek egy válogatásalbumon.
2002 decemberében Unusual címmel jelent meg első önálló albumuk, mely kedvező kritikai visszhangot kapott. A Metal Hammer (Hungarica) magazin év végi szerkesztői pontozásán a legjobb hazai produkciónak választották. A csapat vendégként részt vett a Dying Wish, majd a Mood zenekarok országos miniturnéján. Máthé Attila dobos 2004-ben elhagyta a zenekart. Helyére kisegítőként Moldoványi János (ex-Dying Wish, ex-Fürgerókalábak) került, majd Polgár Balázs személyében találták meg állandó dobosukat, akivel hosszas kihagyás után 2011-ben rögzítették második, '...Is Dead' című albumukat. A lemez 2012-ben jelent meg, és elődjéhez hasonlóan magánkiadásban került terjesztésre.
2014-ben baleset következtében elhunyt Polgár Balázs dobos. Utódja Karner Gábor lett. Harmadik lemezük 2017-ben készült el. Az itt hallható összes dalban - szakítva korábbi angol-magyar szövegekkel - már kizárólag magyar nyelvű szövegek szerepelnek. 2019-ben az egyik alapító tag, Liwa László basszusgitáros kivált a zenekarból. Helyére Nedoluha György (ex-Superbutt, ex-Clue) érkezett.
2022-ben rögzítették negyedik lemezüket (Sűrű), mely az év végén napvilágot is látott. 2023 májusában az énekes Budai Péter bejelentette, hogy több mint 25 év után elhagyja a zenekart. Utódját keresik.

## Diszkográfia
- Old (demo, 1999)
- Unusual (album, 2002)
- ...Is Dead (album, 2012)
- 3. (album, 2017)
- Sűrű (album, 2022)

## Tagok
- Budai Péter - ének
- Perneczky András - gitár
- Nedoluha György - basszusgitár
- Karner Gábor - dobok